# Папа Сергије III
Папа Сергије III (око 860 − 14. април 911) је био 119. папа од 904. до 911. године. Током Сергијевог понтификата отпочео је период "мрачног доба папства" (Saeculum obscurum).

## Младост
Сергијев отац, Бенедикт, сматра се потомком племићке римске породице. Спекулисало се да је папа Сергије био у сродству са Теофилактом I, грофом Тускула. Од стране папе Марина I рукоположен је за подђакона, а затим, од стране папе Стефана V за ђакона. Током понтификата папе Формоза (891-896) подржавао је цара Ламберта од Сполета, Формозовог противника и противника цара Арнулфа. Формоз га је поставио за епископа Каере (893), највероватније због тога да би га уклонио из Рима. Након Формозове смрти (896), Сергије престаје бити епископ Каере. Све Формозове одлуке проглашене су ништавним. Сергије је учествовао на постхумном суђењу папи Формозу. Након смрти папе Теодора II (898), Сергије се покушао домоћи папске столице супротно жељама цара Ламберта. Уз подршку војводе Сполета, на папску столицу долази Јован IX. Јован је екскомуницирао Сергија (и његове следбенике) и протерао га из Рима у Каеру. Сергија је у Каери под заштиту узео Адалберт II, маркиз Тоскане. Након трогодишњег понтификата Бенедикта IV, на папску столицу долази Лав V. Лава је неколико месеци по проглашењу за папу збацио антипапа Кристофер. Гроф Тускула, Теофилакт, који је био стациониран у Риму приликом повлачења Луја Слепог (902), устао је против Кристофера, и позвао Сергија да се врати у Рим како би био проглашен за папу. Кристофер је бачен у тамницу, а Сергије је постављен за папу 29. јануара 904. године. 

## Понтификат
Сергије је долазак на папску столицу дуговао Теофилакту кога је наградио положајем вестарарија. Сергије је, у суштини, био марионета у Теофилактовим рукама. Прве жртве новог папе била су двојица његових претходника. Сергије је наредио да се у тамницама погубе папа Лав V и антипапа Кристофер (фебруар 904). Наређење за убиство је вероватно издао сам Теофилакт. Постоје извори који сведоче о томе да је Кристоферу било дозвољено да се повуче у манастир. Сергије је током свог понтификата на високе црквене положаје постављао чланове своје породице. Сазвао је сабор који је поништио све одлуке папе Формоза. Сви епископи које је Формоз поставио морали су поново бити постављени од новог папе. Сагласност римског свештенства добио је претњама, насиљем или подмићивањем. Написао је похвалан епитаф папи Стефану VI који је одржао постхумно суђење Формозу и унаказио његов леш. 
Иако су Сергије и Теофилакт били противници Луја Слепог, ипак су донекле били вољни да царску круну дају Беренгару од Италије. Једном приликом је Сергије пристао да Беренгара крунише за цара (906). Међутим, Беренгар је спречен да дође у Рим од стране Алберика I од Сполета и Адалберта II од Тоскане. Обојица су били Сергијеве присталице, али су били незадовољни његовом одлуком да подржи Беренгара. Сергије је обновио Латеранску палату оштећену у земљотресу из 896. године и опљачкану од стране антипапе Кристофера. Реновирао је бројне објекте оштећене у нападима Сарацена и Мађара. 

### Однос са источном црквом
Као и његови претходници, и папа Сергије је бранио клаузулу филиокве од напада источне цркве. Цариградски патријарх Сергије II је један век касније уклонио папино име из диптиха. Међутим, главни проблем у односима папства и Цариграда током Сергијевог понтификата није био филиокве већ питање четвртог брака византијског цара Лава VI. Лав је желео оженити Зоју Карбонопсину због чега је патријарх Никола апеловао на Сергија да му то забрани. Сергије је послао папске легате у Цариград који су Лаву одобрили склапање брака. Никола Мистик је разрешен дужности (907).

### Порнократија
Сергијеве везе са Теофилактовом породицом су, према гласинама, биле још ближе јер је папа имао аферу са Теофилактовом ћерком Марозијом. Овај однос подстицала је и мајка Теодора I од Тускула. Резултат ове афере било је мушко дете, каснији папа Јован XI (931-935). Једини извор за ову аферу је Лијутпранд Кремонски који је писао 50 година након Сергијевог понтификата. Међутим, хроничари који су живели у доба папе Сергија, а били су непријатељски расположени према њему, не помињу ове догађаје. 

## Смрт
Папа Сергије је умро 14. априла 911. године. Наследио га је папа Анастасије III. Сахрањен је у цркви Светог Петра између Сребрне и Равенске капије.